# Xylocopa caffra
Xylocopa caffra är en biart som först beskrevs av Carl von Linné 1767.
Xylocopa caffra ingår i släktet snickarbin och familjen långtungebin. Arten finns i Afrika och på angränsande, östliga havsöar.

## Underarter
Arten delas in i följande underarter:
- X. c. seychellensis
- X. c. caffra

## Beskrivning
Xylocopa caffra är omkring 20 mm lång. Grundfärgen är svart, men pälsbeklädnaden är helt olika för honan och hanen: Honan har två gula till blekgula tvärband, ett på mellankroppens bakre del, och ett på främre delen av bakkroppen. Hanen, å andra sidan, är helt täckt med en tät, blekgul päls. I det inre av Sydafrika har honorna helt vita tvärband. Båda könen har bruna vingar, men de är ljusare hos hanen.

## Utbredning
Utbredningsområdet omfattar Zimbabwe, Sydafrika, Namibia, Seychellerna och Komorerna.

## Ekologi
Arten är polylektisk, den flyger till blommande växter från många olika familjer. Bland värdväxterna kan i synnerhet nämnas ärtväxter, men även afodillväxter, agaveväxter, akantusväxter, amarantväxter, amaryllisväxter, Goodeniaceae, gräs, irisväxter, isörtsväxter, jungfrulinsväxter, kaprisväxter, korgblommiga växter, kransblommiga växter, kräknötsväxter, liljeväxter, malvaväxter, myrtenväxter, oleanderväxter, orkidéer, paradisblomsterväxter, pockenholtsväxter, potatisväxter, rosväxter, strävbladiga växter, sumakväxter och underblommeväxter. Pollen till larverna hämtas främst från ärtväxter (ärt och böna) samt det kransblommiga salviasläktet.
Som många andra snickarbin har honan en särskild "kvalsterficka" på bakkroppens främsta segment där hon förvarar symbiotiska kvalster. Kvalsterna håller larvbonas pollenförråd och larver fria från svamp. Som gengäld får de transport från det gamla boet, där honan själv fötts, till det nya som honan uppför för sina larver.

### Bobyggande och fortplantning
Arten är solitär, honan svarar ensam för avkomman. Larvbona byggs under våren (oktober till november). Som hos de flesta snickarbin byggs bona i trä, hos denna art främst trädgrenar och torrt timmer. Bland boträd föredrar arten aloearterna i familjen afodillväxter, Commiphora-släktet i familjen rökelseträdsväxter, sykomor i familjen mullbärsväxter, Paranomus bracteolaris i familjen proteaväxter, bladvass i familjen gräs, Pinus patula i familjen tallväxter, Polygala leptophylla i familjen jungfrulinsväxter, Prosopis chilensis i familjen ärtväxter, Protea-släktet i familjen proteaväxter, tårpil i familjen Videväxter och Widdringtonia cedarbergensis i familjen cypressväxter. De vuxna individerna kläcks (lämnar puppan) under sommaren (januari till februari), men de stannar i boet tills följande vår. I större delen av utbredningsområdet utom längst i södra Afrika får arten mer än en generation per år – i Sydafrikas östra och kustnära områden kan den få upptill tre generationer per år.

## Bildgalleri

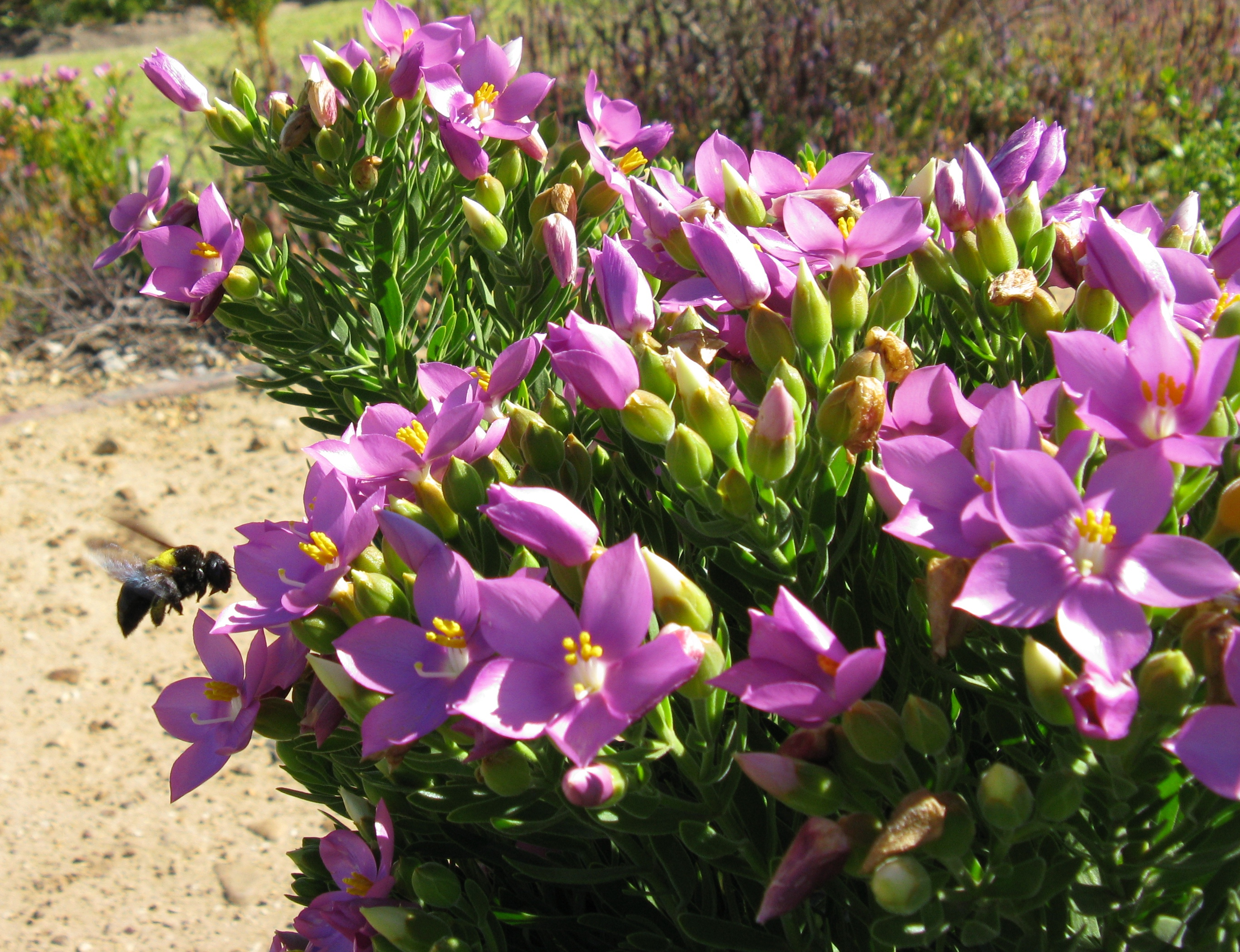
Hona på Orphium frutescens.
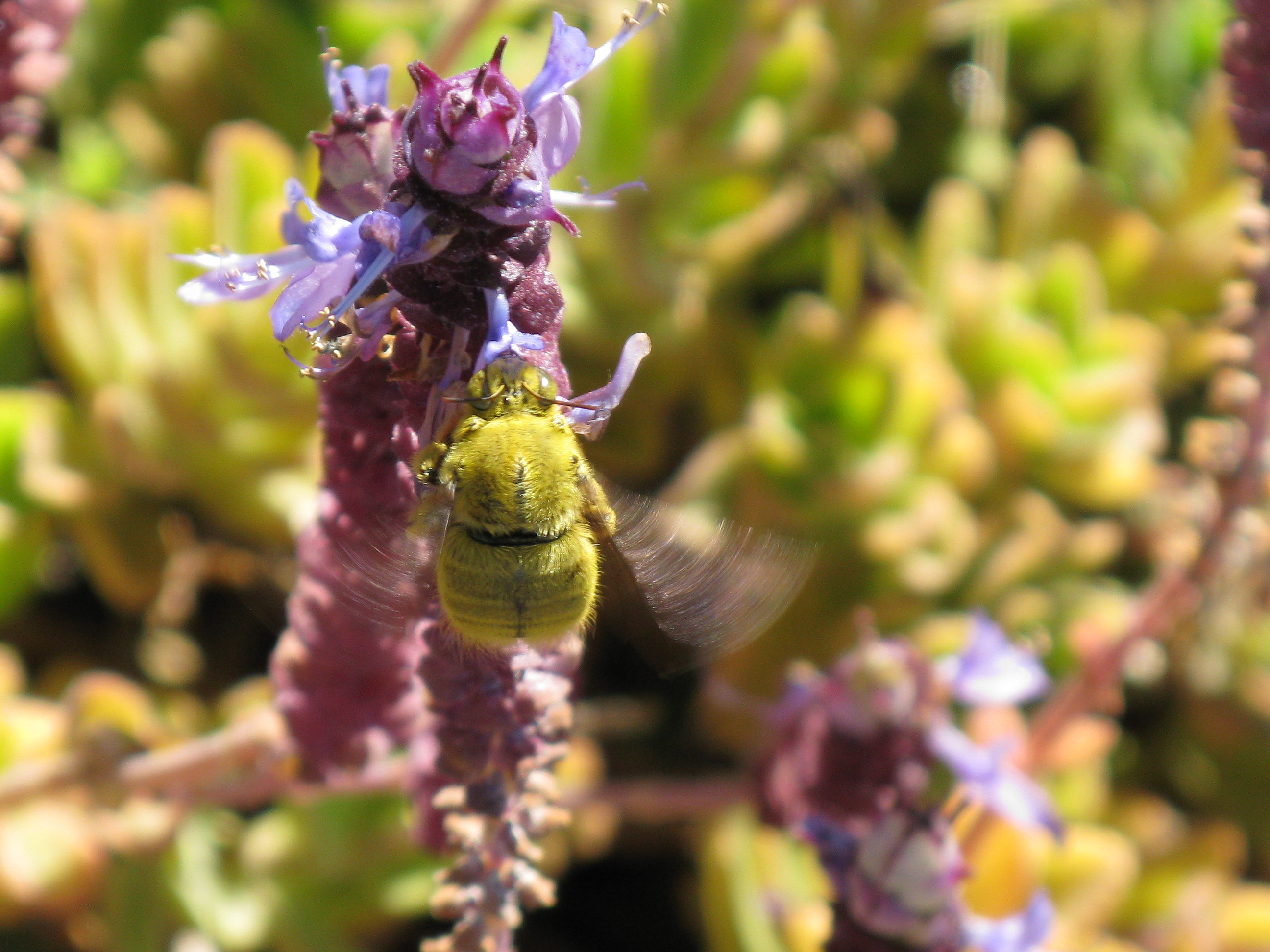
Hane från Sydafrika.
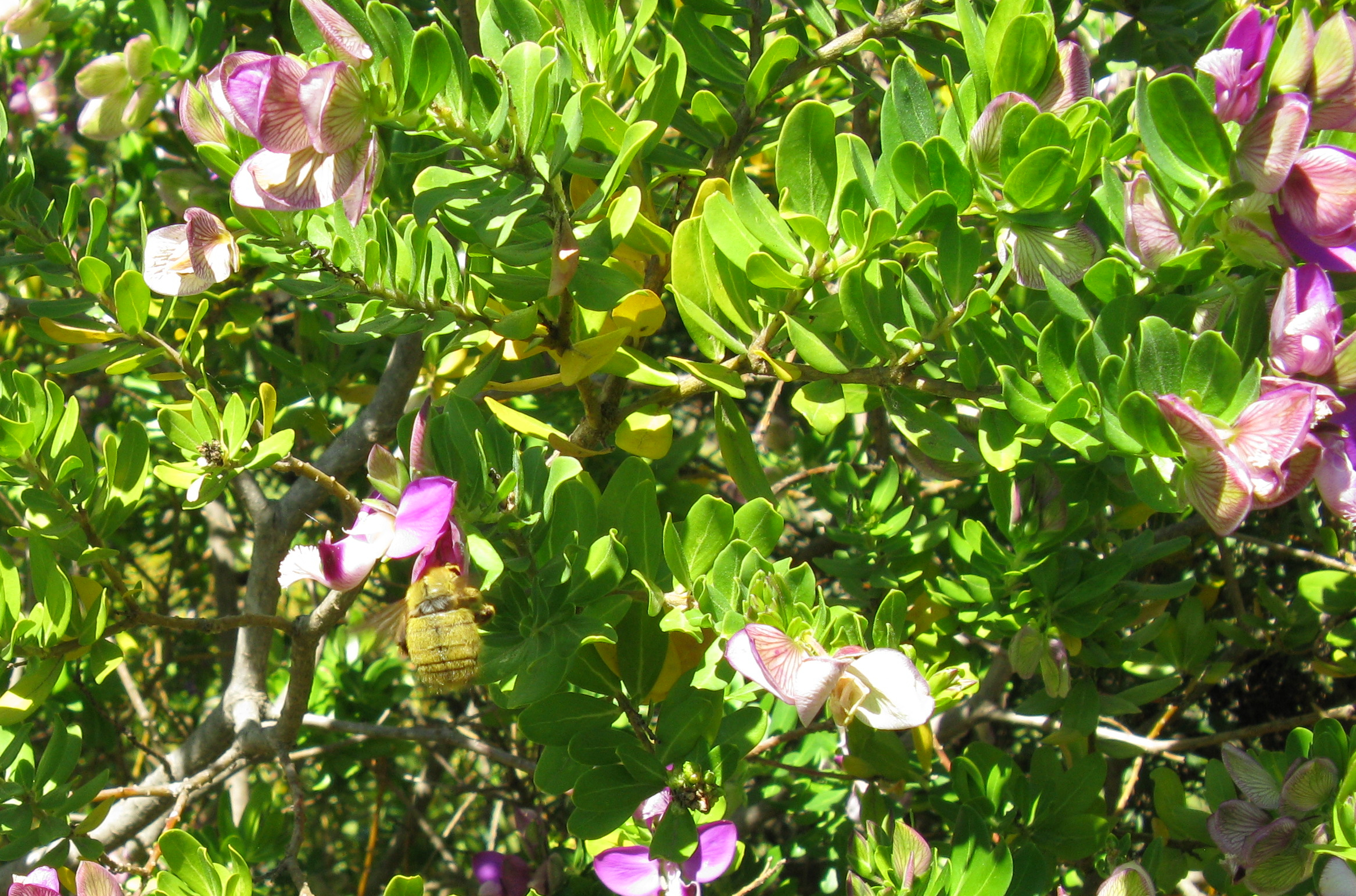
Hane på jungfrulinart.
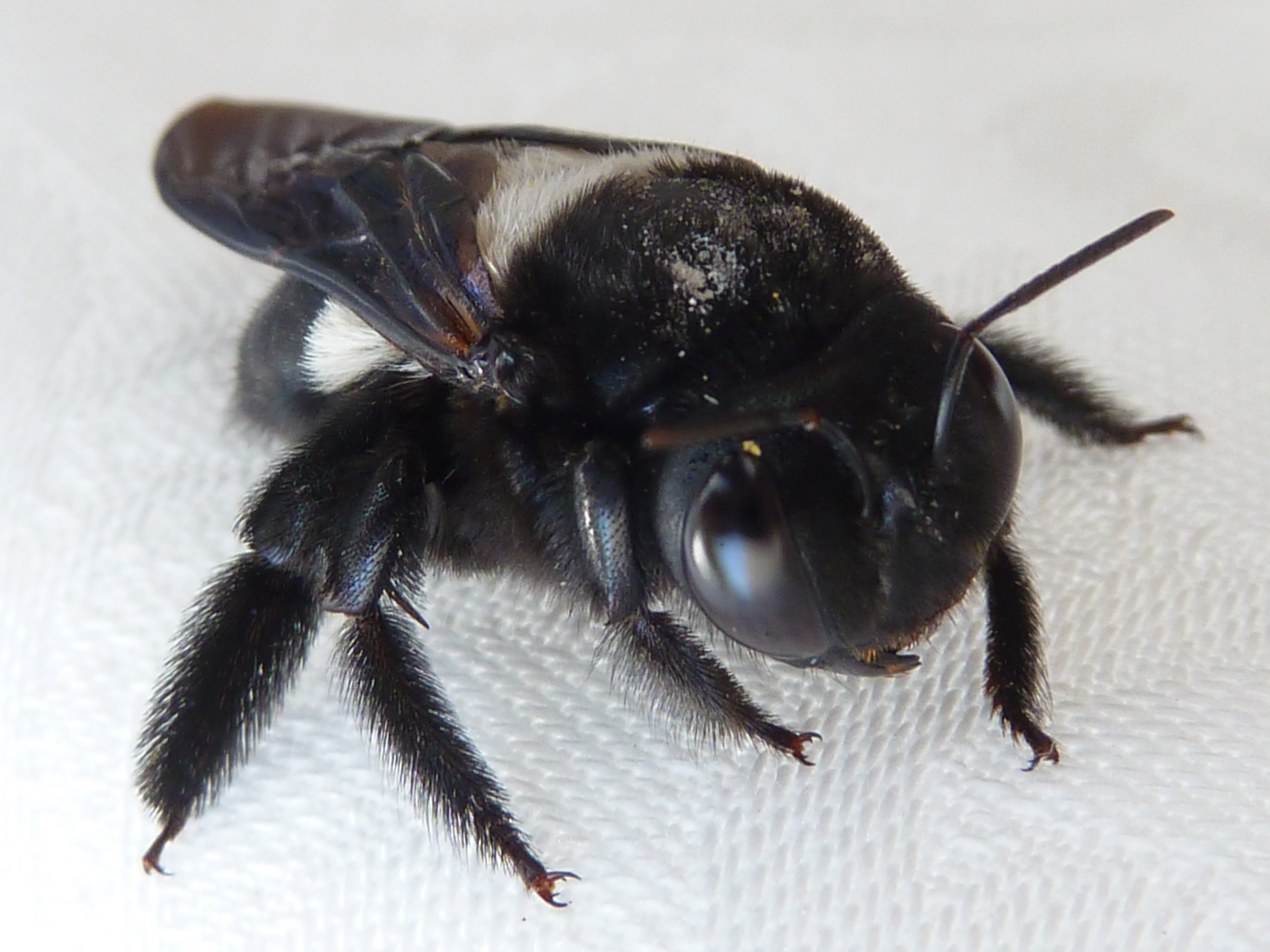
Hona, central, sydafrikansk färgform.
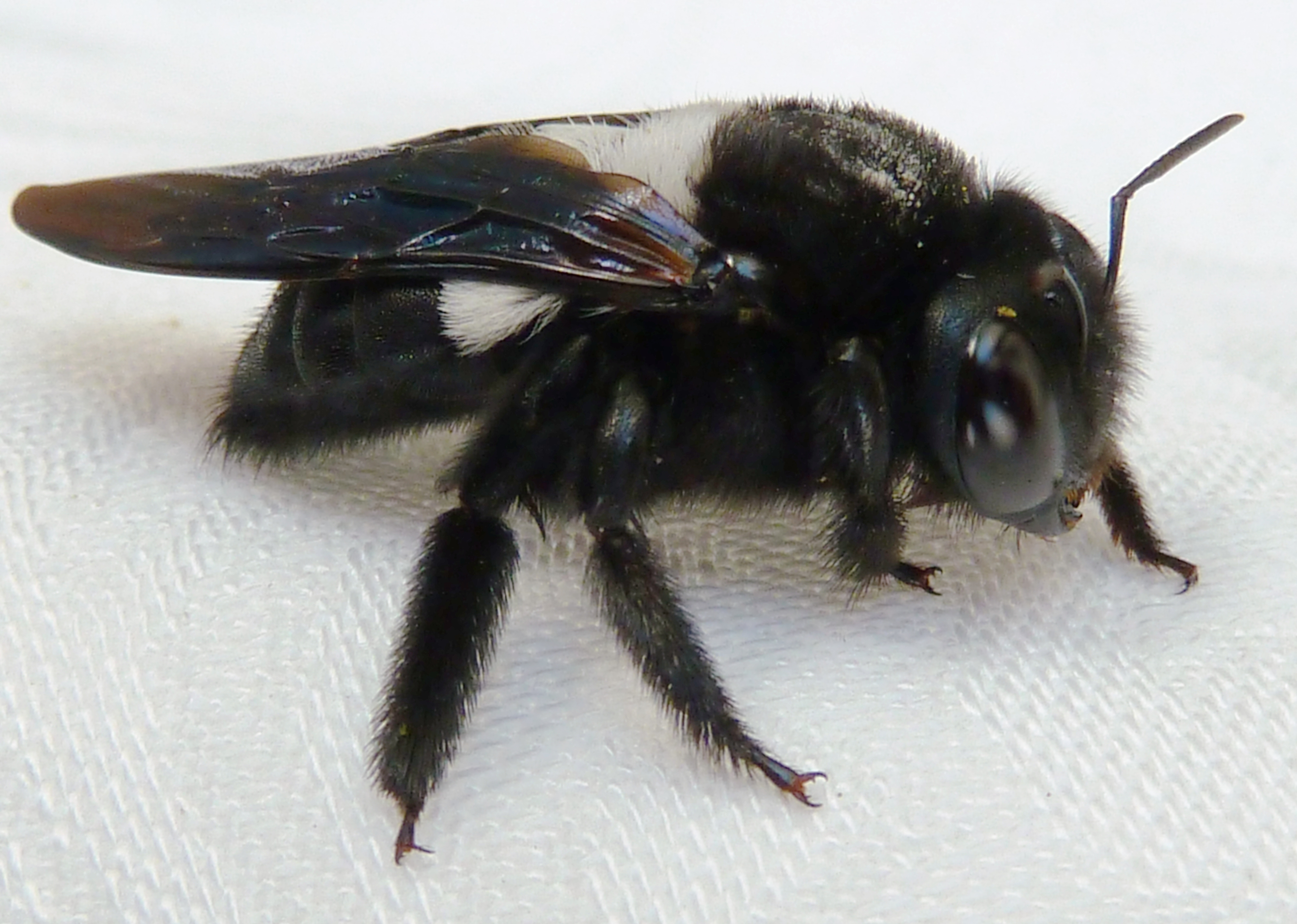
Hona, annorlunda färgform.